# Data General
Data General var ett ledande företag i minidatorernas värld, känd för sin 16-bitars minidator Nova. Bolaget grundades 1968 i Hudson, Massachusetts och tre av de fyra grundarna hade tidigare arbetat på Digital Equipment Corporation. På 1980-talet hamnade företaget i svårigheter då man missade nya utvecklingar inom branschen men överlevde och blev uppköpt av EMC Corporation 1999.
Boken En dators födelse utspelar sig på Data General.